# 8445 Novotroitskoe
8445 Novotroitskoe este un asteroid din centura principală, descoperit pe 31 august 1973, de Tamara Smirnova.